# Выборы в Гуаме
Выборы в Гуаме дают информацию о предпочтениях избирателей на Гуаме.
На территориальном уровне Гуам избирает губернатора и законодательный орган, губернатор избирается народом на четырехлетний срок. Законодательное собрание Гуама насчитывает пятнадцать членов, избираемых на открытых выборах сроком на два года.
На острове также проводятся президентские и демократические и республиканские президентские собрания каждый год выборов, и он проводит опрос населения, чтобы совпасть с всеобщими выборами в США, хотя голоса населения Гуама официально не учитываются в президентских гонках.
У Гуама многопартийная система с двумя сильными партиями.

## Последние выборы

### Общие выборы в 2014 году
Республиканец Эдди Кальво был переизбран губернатором, набрав 64% голосов. Демократы сохранили контроль над законодательной властью острова. 

### Президентские выборы в 2016 году
Хиллари Клинтон получила почти 60% голосов на собрании демократов на Гуаме, уступив ей девять из 12 делегатов острова. Дональд Трамп выиграл всех 9 делегатов Гуама на собрании Республиканской партии. 
Клинтон выиграла опрос, проведенный в ноябре. Впервые с 1984 года опрос населения Гуама не смог предсказать результаты выборов на материке. 

### Выборы в Палату Представителей в 2016 году
Мадлен Бордалло была переизбрана не имеющим права голоса делегатом Гуама в Палате представителей США. 

### Выборы в законодательные органы в 2016 году
Демократы сохранили контроль над законодательной властью Гуама.